# Гопанюк, Геннадий Артёмович
Геннадий Артёмович Гопанюк (родился 8 октября 1946 года в Санкт-Петербурге) — советский регбист, бронзовый призёр чемпионата СССР 1971 года и серебряный призёр чемпионата СССР 1973 года в составе ленинградского «Буревестника». Мастер спорта СССР, заслуженный работник физической культуры РФ.

## Биография
Учился в Ленинградском механическом институте (Военмех), окончил в 1971 году. Занимался в регбийной секции, куда его пригласил старший брат Александр. Дебютировал в 1968 году за ленинградскую команду «Буревестник», в 1969 году вошёл в число 30 лучших регбистов чемпионата СССР. В 1971 году стал бронзовым призёром чемпионата СССР, по итогам 1972 года вошёл в список сильнейших игроков года.
В 1973 году стал серебряным призёром чемпионата СССР и получил звание мастера спорта СССР. По словам Гопанюка, команда провела первый этап чемпионата СССР слабо, проиграв много игр, и тренер команды Борис Варакин распустил команду, вследствие чего игроки полтора месяца не тренировались. На втором этапе команда заиграла куда лучше, выйдя с предпоследнего места на второе. Финал проходил в Кутаиси: в одном из матчей ленинградцы переиграли тбилисский «Локомотив», занеся две попытки в последние 15-20 минут игры. Через год Гопанюк попал в список 30 лучших игроков чемпионата СССР, а также был вызван в сборную СССР ещё с восемью игроками на турнир «Социалистической индустрии», на котором сборная одержала победу; через год снова выступил на этом же турнире и снова одержал победу.
В 1975 году «Буревестник» вылетел из Высшей лиги, а Гопанюк отыграл ещё сезон в клубе «Приморец», прежде чем завершить игровую карьеру. В 1978 году он вместе с Феликсом Шмаковым создал секцию регби при клубе «Кировец» на Кировском заводе: туда пришли такие игроки, как Вячеслав Ключевский, Георгий Зеленин, Виктор Пушев, Борис Иванов и другие клубы. В 1994 году после массового закрытия школ Геннадий Артёмович был приглашён в администрацию Кировского района, где возглавлял спортивный сектор районной администрации.
В 1995 году по инициативе Гопанюка в городе появился Центр физической культуры и спорта «Нарвская застава», где Геннадий Артёмович и продолжил свою работу, тренируя детей. По его инициативе был создан координационный совет по физкультуре и спорту. Работая на госслужбе, вступил в Союз регбистов Санкт-Петербурга (ныне Федерация регби Санкт-Петербурга). Участвует в организации соревнований по регби-15 и регби-7 в Санкт-Петербурге, занимает пост специалиста по информационно-технической работе ЦФКиС «Нарвская застава».